# Коледна бира
Коледната бира (на английски: Christmas Beer; на френски: Bière de Noël; на немски: Weihnachtsbier, Weihnachtsbockbier, Festbier, Starkbier; на датски: Julebryg; на норвежки: Juleøl; на шведски: Julöl; на италиански: Birra di Natale; на испански: Cerveza de Navidad) е сезонна, обикновено тъмна бира с по-високо алкохолно съдържание, която се вари в навечерието на Коледните празници. В Северна Европа варенето и пиенето на коледната бира отдавна е традиция и неотделима част от коледните празници. През последните години коледната бира става все по-популярна и в България.

## История
Първото споменаване на коледната бира се отнася към времената на древните викинги, които варели силна бира в чест на зимното слънцестоене. По време на празника викингите пиели студена или гореща тъмна бира с наситен аромат и с по-високо алкохолно съдържание. Топлата и силна напитка сгрявала хората и ги предпазвала от простуди в суровите зимни условия на Севера. Скоро тази зимна бира става популярна и сред германците и поляците. Обичаят да се вари силна зимна бира се запазва и след приемане на християнството, като бирата вече е посветена не на езическите богове, а на празника Рождество Христово. Днес рождественската бира е популярна не само в Западна Европа, но и в много източноевропейски и северноамерикански страни.

## Характеристика
Коледната бира не е определен отделен тип бира, това е родово наименование за различни по вид и стил бири – светли и тъмни, лагери и ейлове, чийто общ белег е това, че са сварени за Коледните празници и имат по високо алкохолно съдържание от традиционната бира.
Във всяка страна отделните производители се стремят да привлекат купувачите чрез различни нововъведения, за да може бирата да бъде не само традиционна, но и да напомня за зимните увеселения и да създава празнично настроение. За да постигнат особен вкус и аромат за празничната бира, в нея добавят индийско орехче, канела, карамфил, кардамон, джинджифил, пчелен мед, кафява захар, портокалови и лимонови кори, кленов сироп, меласа, хвойна, борови иглички и др. Съответно в някои страни е прието коледната бира да се пие гореща.
Коледната бира има някои отличителни характеристики. Цветът ѝ варира от кехлибарен до тъмнокафяв, тя има ярко изразен плодов аромат, а налята в чаша образува устойчива и плътна пяна. Благодарение на дългия процес на варене и добавянето на подправки и карамелизиран малц, коледната бира е с по-високо алкохолно съдържание в сравнение с традиционната бира и с по-наситен вкус и аромат. Обикновено коледната бира се вари всяка година по различна рецепта.

## Празници и фестивали
В Европа коледната бира е най-почитаната напитка през зимните месеци и в нейна чест се организират празници и фестивали.
В белгийската община Есен (Essen) ежегодно в средата на декември се провежда фестивал на коледната бира (Christmas Beer Festival), по време на който посетителите могат да дегустират над 100 вида коледни бири. Специално за фестивала се вари традиционната коледна бира „Kerstschaap“, която се предлага с традиционни белгийски специалитети: супа, задушено говеждо рагу и прясно изпечен хляб.
В Чехия също всяка година в навечерието на Коледа се организират Пражки коледен бирен пазар (Prague’s Christmas Beer Markets), по време на който се предлагат всички известни чешки бири. Между впрочем, в Чехия е създадена своеобразна традиция: рождественската бира се вари в ограничени количества и се продава само като наливна бира в бирариите.
Фестивали на коледните бири се провеждат също и в Портланд и Филаделфия, САЩ, в Дувъркорт и Хаденхем, Англия, в Лил, Франция и др.

## Коледната бира в България и по света
Първата българска коледна бира е „Софийско коледно пиво“ на столичната пивоварна „Софийско пиво“, която се появява през 1992 г. През зимата на 2006 г. на пазара се появява и „Туборг Кристмас Брю“ на пивоварната „Карлсберг България“. Това е тъмна бира с алкохолно съдържание 5,5 %, с плътен вкус и аромат на карамел. Излиза на пазара всяка година в началото на месец ноември и поддържа празничното настроение до края на студените зимни месеци. След сезон 1011/2012 г. производството и е преустановено.
В Германия по Коледа пият различни видове тъмна бира, най-вече от типа bock. Най-леката немска коледна бира е с алкохолно съдържание – 6 %, а най-силната – 8 %.
На свой ред ирландците и британците предпочитат като коледна бира силния стаут (dry stout) като „Гинес“, с ярко изразен тъмен почти черен цвят и силен вкус, с нотки на плодове и карамел.
В Беларус пивоварната „Оливария“ вари „Оливария Рождественское“ – светла коледна бира с алкохолно съдържание 5,3 %. В прибалтийските страни за коледна бира отдават предпочитание на портъра, в приготвянето на който се използва карамел и препечен малц. Най-известен представител е естонския „Saku Porter“, с алкохолно съдържание 7,5 %.
Най-силната коледна бира се вари в Австрия. Това е „Samichlaus“ (в превод – Дядо Коледа) с 14 % алкохолно съдържание.
Известни търговски марки коледна бира са:
- Норвегия: Aas Jubel, Royal X-MAS;
- Дания: Tuborg Christmas brew;
- Швеция: Eriksberg julöl;
- Латвия: Ziemassvetku, Cesu Christmas Porter;
- Испания: Estrella de Navidad, Cruzcampo Navidad;
- Люксембург: Diekirch Christmas;
- Австрия: Samichlaus;
- Финландия: Sinebrychoff’s Christmas Beer;
- Белгия: Bush de Noel, Abbaye d'Aulne Super Noël, Abbaye des Rocs Spéciale Noël, Affligem Patersvat Blond, Angelus Spéciale Noël, Gauloise Noël, Gulden Draak Vintage Ale, Goliath Chrismas, Blaugies-La Moneuse Special Winter, Barbar Winterbok, Boucanier Christmas, Corsendonk Christmas Ale, Delirium Noel, De Dolle Winter Nacht, De Ranke Pere Noel, Fantome de Noel, Fantome Hiver, Gouden Carolus Christmas, Hoegaarden Spéciale, Kerkom Winterkoninkske, Leffe Ambrée de Noël, La Mère Noël, Pater Lieven Kerst Pater, St. Feullien Christmas Beer, Sint-Bernardus Christmas Ale, Stille Nacht, Tongerlo Christmas, Tournay de Noël, Brigand Christmas;
- Англия: Camerons Christmas Ale, Fuller’s Old Winter Ale, Fuller’s Vintage Alе, Gordon Xmas, Gale’s Christmas Ale, Harvey’s Christmas Ale, Ridgeway Santa’s Butt Holiday Porter, Ridgeway Warm Welcome Nut Browned Ale, Ridgeway Very Bad Elf, Ridgeway Lump of Coal Dark Holiday Stout, Ridgeway Seriously Bad Elf, Rudolph’s Revenge, St. Peter’s Winter, Samuel Smith’s Winter Welcome;
- Франция: Jenlain Biere de Noël, La Choulette Noël, Petrus Winter Beer, L'Angélus de Noël, Thiriez Bière de Noël, La Saint Pierre Bière de Noël Tradition, Mutine – Bière de Noël, Oxit Noël, Page 24 Bière de Noël, Rouget Bière de Noël, Uberach Bière de Noël;
- Германия: Mahr’s Christmas Bock, Wintertraum, Tucher Weihnachtsbier, Füchschen Weihnachtsbier, Rhöner Weihnachstbier, Sternquell Weihnachtsbier, Torgauer Weihnachtsbier, Berg Weihnachtsbier, Roth Weihnachtsbier, Forst Weihnachtsbier, Kaltenberg Ritterbock, Erdinger Schneeweiße;
- САЩ: Great Lakes' Christmas Ale, Anderson Valley Winter Solstice, Pyramid Snow Cap, Sweetwater Festive Ale, Sierra Nevada Celebration, Great Divide Hibernation Ale, Samuel Smith's Winter Welcome, Brooklyn Black Chocolate Stout, Santa's Private Reserve, Hair of the Dog Doggie Claws, Anchor Steam Christmas Ale;
- Мексико: Noche Buena

## Галерия
- Bocq Christmas – Белгия
- Gulden Draak Vintage – Белгия
- Winterkoninkske – Белгия
- Kerst Pater – Белгия
- Gouden Carolus Christmas – Белгия
- Stille Nacht
- Noche Buena – Мексико
- Tucher Weihnachtsbier -Германия